# Psarroú
Psarroú (en grec moderne : Ψαρρού) est une plage et un village sur l'île de Mykonos en Grèce. 

## Géographie
La plage est située à quatre kilomètres de la ville de Mykonos (Mykonos Chora) et à proximité de Platýs Gialós. 

### Population
En 2021, Psarroú comptait 106 habitants.